# Báo cáo khảo sát phong trào nông dân Hồ Nam
Báo cáo khảo sát phong trào nông dân Hồ Nam (tiếng Trung: 湖南农民运动考察报告; Hán-Việt: Hồ Nam nông dân vận động khảo sát báo cáo; bính âm: Húnán Nóngmín Yùndòng Kǎochá Bàogào) hoặc Khảo sát về phong trào nông dân ở Hồ Nam tháng 3 năm 1927, thường gọi là Báo cáo Hồ Nam, là một trong những bài viết nổi tiếng và có ảnh hưởng nhất của Mao Trạch Đông. Báo cáo này dựa trên chuyến đi kéo dài vài tháng của Mao về quê nhà quanh Trường Sa, thủ phủ tỉnh Hồ Nam vào đầu năm 1927. Trong báo cáo, Mao ủng hộ làn sóng bạo lực đã tự phát bùng lên từ sau Bắc phạt, thực hiện phân tích giai cấp về cuộc đấu tranh, và nhiệt tình ca ngợi "Mười bốn việc lớn" của nông hội (农会).
Vào thời điểm mà chiến lược của Đảng Cộng sản Trung Quốc còn dựa chủ yếu vào giai cấp công nhân thành thị, Mao đã đề xuất một cuộc cách mạng dưới sự lãnh đạo của giai cấp nông dân, đặc biệt là tầng lớp bần nông. Ông nhấn mạnh rằng đấu tranh bạo lực mang tính nghi thức là phương pháp hiệu quả nhất để tấn công kẻ thù giai cấp. Việc Báo cáo Hồ Nam đề cao vai trò của nông dân, bao gồm cả cuộc đấu tranh bạo lực chống lại địa chủ, dần dần đã trở thành chiến lược chủ đạo của Đảng Cộng sản trong công cuộc cải cách ruộng đất, trên con đường tiến tới thắng lợi năm 1949. 
Lối diễn đạt và tư tưởng trong Báo cáo Hồ Nam sau này được phái tạo phản trong Cách mạng Văn hóa vận dụng, cũng như những nhóm cực đoan trên khắp thế giới noi theo chẳng hạn như như phong trào Naxalite ở Ấn Độ hay Con đường Sáng ngời ở Peru, nhằm học hỏi chiến lược “nông thôn bao vây thành thị” của Mao, bằng cách gây dựng lực lượng ở nông thôn nhờ dùng bạo lực.

## Bối cảnh
Mao rời quê nhà tỉnh Hồ Nam rồi tốt nghiệp Đại học Sư phạm Hồ Nam, ra trường hành nghề giáo viên và tổ chức công đoàn sau khi gia nhập Đảng Cộng sản. Ông chịu ảnh hưởng sâu sắc từ Bành Bái, nhà lãnh đạo cộng sản cấp tiến ở Quảng Đông, đã giúp tổ chức nông dân tại quê hương mình thành Xô viết Hải Lục Phong rồi thực hiện cải cách ruộng đất và thúc đẩy thay đổi xã hội. Khi Đảng Cộng sản liên minh với Quốc dân Đảng trong Mặt trận Thống nhất lần thứ nhất, Bành Bái đứng đầu Viện Huấn luyện Phong trào Nông dân với Mao là đồng lãnh đạo cơ quan này.
Nhờ sự hỗ trợ của Đảng Cộng sản và Liên Xô, Quốc dân Đảng đã phát động Bắc phạt vào năm 1925 nhằm thống nhất đất nước và đánh đuổi thế lực đế quốc. Cuộc chiến này làm châm ngòi cho những đợt biểu tình quy mô lớn ở thành thị và các cuộc khởi nghĩa của nông hội ở nông thôn. Đảng viên cộng sản đi trước quân đội một bước khi đến với tổ chức nông dân, trợ giúp họ đứng lên chống lại những nhóm quân phiệt và đồng minh thuộc tầng lớp địa chủ. Nhờ có nông dân và đảng viên cộng sản làm cho suy yếu, mà giới quân phiệt và nền tảng xã hội của họ dễ dàng bị đội quân Bắc phạt đánh bại hơn. Sự kết hợp giữa tổ chức nông dân và lực lượng quân sự này chính là đỉnh cao trong thời kỳ hợp tác Quốc-Cộng.
Tuy nhiên, lãnh đạo của cả hai đảng đều đặt câu hỏi liệu có nên khuyến khích nông hội tiếp tục sử dụng bạo lực và tấn công giới địa chủ hay không. Trần Độc Tú, lãnh tụ của Đảng Cộng sản lúc bấy giờ, cho rằng phù hợp với quan điểm Mác-xít chính thống, lực lượng nền tảng của đảng phải là giai cấp công nhân thành thị, còn nông dân chỉ đóng vai trò phụ trợ cho chiến lược đó. Các báo cáo từ nông thôn khi ấy còn rời rạc và không đáng tin cậy. Mao Trạch Đông, mà cả hai đảng công nhận là chuyên gia về vấn đề nông dân, được cử đến tỉnh Hồ Nam để điều tra tình hình thực tế tại các khu vực mà quân Bắc phạt vừa đi qua. Ông đã công bố báo cáo của mình trên tờ Trung ương phụ san vào ngày 28 tháng 3 năm 1927.

## Nội dung
Trong báo cáo này, Mao Trạch Đông trình bày chi tiết hành động và thành tựu của nông dân Trung Quốc ở Hồ Nam nhằm thuyết phục các đồng chí cách mạng về khả năng của giai cấp nông dân trong cuộc cách mạng cộng sản ở Trung Quốc. Bài viết này được viết như một lời đáp trả những chỉ trích cả trong và ngoài Đảng lúc bấy giờ nhắm vào giai cấp nông dân Trung Quốc. Mao đã dành 32 ngày tại tỉnh Hồ Nam để tiến hành điều tra và viết báo cáo này nhằm trả lời những phê bình của Ban lãnh đạo Đảng Cộng sản Trung Quốc đối với giai cấp nông dân. Trong suốt báo cáo, Mao ủng hộ một chiến lược khi đó được coi là dị thuyết, đó là huy động bần nông tiến hành “đấu tranh" (斗争). Từ thời điểm này, Mao bác bỏ ý tưởng cải cách ruộng đất một cách hòa bình, lập luận rằng nông dân không thể đạt được sự giải phóng thực sự nếu không tham gia vào cuộc lật đổ bạo lực tầng lớp địa chủ. Theo quan điểm của Mao, ý nghĩa của các tổ chức nông dân là họ đã tự phát tổ chức dù trải qua hàng thế kỷ bị áp bức, dù bị tuyên truyền rằng vị thế xã hội của họ là do trời định. Ông mô tả nông dân có sứ mệnh lịch sử là lật đổ địa chủ và hợp tác với giai cấp vô sản thành thị để cùng nhau giải phóng Trung Quốc khỏi ách áp bức bóc lột.
Báo cáo được chia thành tám chương:
1. Tính chất nghiêm trọng của vấn đề nông dân
2. Tổ chức lại
3. Đánh đổ thân hào gian ác! Mọi quyền lực về tay nông hội!
4. "Tệ quá!" và "Tốt quá!"
5. Cái gọi là "Quá trớn"
6. Cái gọi là "Phong trào Lưu manh"
7. Tiên phong Cách mạng

Báo cáo kết thúc bằng cách mô tả "Mười bốn việc lớn":
1. Tổ chức Nông dân vào Nông hội
2. Đả kích Địa chủ về mặt Chính trị
3. Đả kích Địa chủ về mặt Kinh tế
4. Đánh đổ nền thống trị phong kiến của thân hào gian ác, đánh đổ Đô Đoàn
5. Đánh đổ lực lượng vũ trang của địa chủ, xây dựng lực lượng vũ trang của nông dân
6. Đánh đổ chính quyền của bọn quan lại, sai nha ở huyện
7. Đánh đổ tộc quyền của tộc trưởng nhà thờ họ, thần quyền của thành hoàng, thổ thần, bồ tát và cả nam quyền của người chồng
8. Tuyên truyền chính trị rộng khắp
9. Những điều cấm của nông dân
10. Trừ phỉ
11. Phế bỏ sưu thuế khắc nghiệt
12. Phong trào văn hóa
13. Phong trào hợp tác xã
14. Sửa đường sá, đắp đê đập

## Luận điểm
Phần đầu tiên, "Tính chất nghiêm trọng của vấn đề nông dân", báo cáo rằng ông đã dành ba mươi hai ngày để thu thập thông tin và nhận thấy rằng "nhiều điều về cách thức và lý do của phong trào nông dân hoàn toàn trái ngược với những gì giới địa chủ ở Hán Khẩu và Trường Sa đang nói." Ông tận mắt chứng kiến các cuộc khởi nghĩa của nông dân diễn ra một cách bạo lực và tự phát.
Chỉ trong một thời gian rất ngắn, sẽ có hàng trăm triệu nông dân nổi dậy từ các tỉnh miền trung, miền nam và miền bắc Trung Quốc, với thế như bão táp, nhanh mạnh lạ thường, không một sức mạnh nào ngăn cản nổi. Họ sẽ xông lên phá hết những xiềng xích trói buộc họ, tiến nhanh trên con đường đi tới giải phóng. Tất cả bọn đế quốc, bọn quân phiệt, tham quan ô lại, thân hào gian ác đều sẽ bị họ chôn vùi. Hết thảy các đảng phái cách mạng và đồng chí cách mạng, đều sẽ được họ xét nghiệm và quyết định nên dùng hay nên bỏ. Ðứng đằng truớc để lãnh đạo họ? Hay đứng đằng sau hoa chân múa tay phê bình họ? Hay là đứng về phía đối lập để chống lại họ? Mỗi một người Trung Quốc đều được tự do chọn lấy một trong ba điều ấy, nhưng thời cuộc sẽ buộc anh phải mau chóng chọn lấy mà thôi.
Mục tiêu tấn công chính của nông dân là “bọn cường hào ác bá và địa chủ vô pháp vô thiên, nhưng trong quá trình đó, họ cũng đồng thời tấn công vào những tư tưởng và thể chế phụ hệ, vào bọn quan lại tham nhũng ở thành thị, và vào các hủ tục, tập quán xấu ở nông thôn.” Tầng lớp nông dân nghèo nhất là “lực lượng cách mạng triệt để nhất” và sẽ là lực lượng đáng tin cậy nhất trong việc lật đổ “giai cấp phong kiến phụ hệ.”
Báo cáo của Mao trực tiếp nhắm đến những người trong Đảng phản đối việc nông dân sử dụng bạo lực để tự họ giải phóng:
Đó là việc rất tốt. Hoàn toàn không có gì là “tệ” cả, hoàn toàn không phải là cái gì “tệ quá” cả. “Tệ quá”, đó rõ ràng là thứ lý luận đứng về phía lợi ích của bọn địa chủ mà đả kích sự nổi dậy của nông dân mà thôi, rõ ràng là lý luận của giai cấp địa chủ hòng duy trì trật tự cũ phong kiến, ngǎn trở việc xây dựng trật tự mới dân chủ, rõ ràng là lý luận phản cách mạng.

Trong bối cảnh đó, Mao cũng đã đưa ra câu nói nổi tiếng của mình rằng cách mạng không phải là mời khách ǎn tiệc:
Cách mạng không phải là mời khách ǎn tiệc, không phải là chuyện viết vǎn chương, không phải là vẽ tranh thêu hoa, không thể nào lại nhã nhặn, ung  dung, vǎn vẻ lịch sự được, không thể nào lại ôn hòa, hiền lành, kính nể, dè dặt và khiêm nhượng được. Cách mạng là bạo động, là hành động quyết liệt của giai cấp này đánh đổ giai cấp khác. Cách mạng ở nông thôn là cách mạng của giai cấp nông dân đánh đổ quyền lực của giai cấp địa chủ phong kiến. Nếu nông dân không dùng lực lượng cực kỳ to lớn thì quyết không thể đánh đổ được quyền lực của địa chủ đã ăn sâu bén rễ hàng mấy ngàn nǎm.
Mao nói tiếp, "Lực lượng chủ yếu trước nay vẫn gian khổ chiến đấu ở nông thôn là bần nông. Từ thời kỳ bí mật cho đến thời kỳ công khai, bần nông đều tích cực chiến đấu. Họ nghe theo sự lãnh đạo của Đảng Cộng sản nhất. Họ không đội trời chung với bọn thân hào gian ác, tấn công không chút ngần ngừ vào dinh lũy của bọn thân hào gian ác."
Trong báo cáo, Mao mô tả cách nông dân trải qua sự phục tùng ba lần: (1) sự thống trị của tộc quyền, (2) địa chủ, và (3) "linh hồn". Mao cũng lưu ý rằng phụ nữ nông dân phải trải qua hình thức phục tùng thứ tư là quyền lực hôn nhân của chồng họ.

## Ý nghĩa và phân tích
Chiến lược dựa vào nông dân không mang lại thành công ngay lập tức, do nông hội địa phương lẫn Đảng Cộng sản đều không thể chống lại sức mạnh vũ khí và tổ chức của thế lực địa phương cũng như quân đội của Tưởng Giới Thạch. Sau vụ Thảm sát Thượng Hải và cuộc Khủng bố Trắng do Quốc dân Đảng tiến hành, Đảng Cộng sản gần như bị tiêu diệt hoàn toàn và buộc phải rút khỏi căn cứ địa thành thị. Mao rút ra bài học cho riêng mình qua một khẩu hiệu nổi tiếng khác: "súng đẻ ra chính quyền." Ông và Chu Đức sau đó đã tổ chức Hồng quân Công Nông Trung Quốc và thiết lập căn cứ địa nông thôn độc lập. Ông còn đáp trả những kẻ chỉ trích mình vào năm 1930 bằng câu nói nổi tiếng: "Một ngọn lửa nhỏ có thể châm ngòi cho đám cháy lớn trên đồng cỏ".
Tuy nhiên, Báo cáo Hồ Nam đã đánh dấu một bước ngoặt quyết định trong chiến lược cách mạng, thứ cuối cùng đã đưa Đảng Cộng sản lên nắm quyền vào năm 1949. Roy Hofheinz Jr. nhận định rằng đóng góp của Mao vào thời điểm đó không phải là về chính sách, do ông tránh né các vấn đề liên quan đến tịch thu hay quyền sở hữu đất đai, mà là việc ông chỉ trích giới lãnh đạo vì không có thái độ “cách mạng” thực sự. Sáng kiến của Mao khẳng định rằng chỉ có giai cấp nông dân nghèo nhất, tức bần nông, mới có thể làm thay đổi mọi thứ. Giai cấp thống trị phải bị tiêu diệt, vì “cách mạng là hành động bạo lực mà giai cấp này dùng để lật đổ giai cấp khác.” Chỉ có nông dân không có ruộng đất và “đám lưu manh” mới có thể tin cậy được, bởi vì tầng lớp trung nông sẽ chiều theo giai cấp thống trị, dù họ có ý thức hay không. Mao công kích giới lãnh đạo Quốc dân Đảng và Đảng Cộng sản vốn coi thường những người nông dân này và lên án bạo lực, trong khi theo ông, bạo lực cần được tán dương.
Maurice Meisner chỉ ra rằng báo cáo này chứa đựng hai “dị thuyết” từ quan điểm chính thống của Đảng thời đó. Thứ nhất và quan trọng nhất, Mao đã bỏ qua giai cấp vô sản đô thị; thứ hai, ông phần nào dựa vào sáng kiến của giai cấp nông dân, chứ không phải của Đảng Cộng sản hay Quốc tế Cộng sản. Từ “cơn bão” thể hiện việc Mao không cho rằng cần thiết phải tổ chức quy mô lớn hay chuẩn bị kỹ lưỡng sâu sắc. Chiến lược “tia lửa nhỏ” chờ đợi sự phát triển gian khổ và chậm chạp của chủ nghĩa tư bản hay giai đoạn lịch sử tư sản để chuẩn bị cho cuộc cách mạng cuối cùng trong tương lai. Meisner lưu ý một sự mỉa mai: nếu không có cuộc Khủng bố Trắng gần như tiêu diệt Đảng Cộng sản còn non trẻ và buộc họ phải rút khỏi thành thị, thì những quan điểm “dị thuyết” của Mao có thể đã chấm dứt sự nghiệp đảng viên Cộng sản của ông rồi.
Elizabeth Perry bổ sung thêm một chi tiết rằng Báo cáo này đã đặt ra tiêu chuẩn giúp mọi người hiểu được cảm xúc của quần chúng nhân dân, dựa trên nguyên tắc của Mao: “không điều tra thì chẳng ai có quyền phát biểu,” và đường lối quần chúng, đòi hỏi nhà tổ chức phải hiểu rõ đối tượng mục tiêu nhằm huy động họ. Một đặc điểm khác, mà vào thời điểm đó còn khá hiếm thấy, là sự chú ý đặc biệt đến vai trò của phụ nữ. Báo cáo lập luận rằng trong khi đàn ông phải chịu đựng sự áp bức bóc lột từ chính quyền, tộc quyền và thần quyền, thì phụ nữ “cũng bị đàn ông thống trị".

## Di sản
Cuốn tiểu thuyết năm 1948 nhan đề Cơn Bão của Chu Lập Ba và Fanshen: A Documentary of Revolution in a Chinese Village (1966) của William Hinton đều là những tác phẩm xoay quanh thời gian và địa điểm chung, dưới hình thức được kịch hóa, đã gợi lên sự hợp pháp về mặt đạo đức đối với các sự kiện liên quan đến những gì được mô tả trong báo cáo này.
Trong suốt Cách mạng Văn hóa, cuốn Mao chủ tịch ngữ lục phổ biến rộng rãi các khẩu hiệu lấy từ báo cáo này và thư ký kiêm cố vấn tư tưởng của Mao là Trần Bá Đạt cho xuất bản một tập sách nhỏ phân tích thông điệp và tầm quan trọng của nó. Báo cáo này còn truyền cảm hứng cho nhiều nhóm Mao-xít trên thế giới, trong đó nổi bật nhất là Naxalite ở Ấn Độ và Sendero Luminosa ở Peru. Ngoài ra, tác phẩm này cũng có ảnh hưởng nhất định đến phong trào Black Panthers tại Mỹ.

## Ấn phẩm và bản dịch
- Lần đầu tiên xuất bản trên Trung ương phụ san vào ngày 28 tháng 3 năm 1927.[26]
- Văn bản chính thức, trong Tuyển tập Mao Trạch Đông. Tập I, trang 23-59. Có sẵn trực tuyến tại Marxists.org. đây. Văn bản này được biên tập để phản ánh cách diễn giải chính thức của thời đại.
- Minoru Takeuchi, ed., 毛澤東集 (Mo Takuto Ji sưu tầm các bài viết của Mao Trạch Đông). (Tokyo: Suo suo sha, 1983).  ISBN Volume 1:207-49. Văn bản từ ấn bản tiếng Trung năm 1944 và 1947 của Tuyển tập Mao Trạch Đông.
- Stuart R. Schram and Nancy Jane Hodes, ed., Mao's Road to Power: Revolutionary Writings 1912-1949. Volume II.. (Armonk, N.Y.; London: M.E. Sharpe, 1994).  ISBN 1563244306 . tr. 429-464. Dịch và chú thích văn bản Takeuchi.
- Cheek, Timothy, biên tập (2002), Mao Zedong and China's Revolutions: A Brief History with Documents, NY: Palgrave, ISBN 0312294298, tr. 41-75. Reprints the Schram/ Hodes text.
- Định dạng và phiên bản WorldCat. Bản tiếng Trung và tiếng nước ngoài.

### Trích dẫn
1. ↑  Cheek (2002), tr. 41.
2. 1 2 3 4  Mao Zedong (tháng 3 năm 1927). REPORT ON AN INVESTIGATION OF THE PEASANT MOVEMENT IN HUNAN.
3. ↑  Suguru, Yokoyama. "The Peasant Movement in Hunan." Modern China 1, no. 2 (1975): 204-38. www.jstor.org/stable/189041.
4. ↑  Hofheinz,_Jr. (1977), tr. 29-31.
5. 1 2 3 4  Karl, Rebecca E. (2010). Mao Zedong and China in the twentieth-century world : a concise history. Durham [NC]: Duke University Press. tr. 30. ISBN 978-0-8223-4780-4. OCLC 503828045.
6. ↑  Womack, Brantly (2010). "From Urban Radical to Rural Revolutionary: Mao From the 1920s to 1937". Trong Cheek, Timothy (biên tập). A Critical Introduction to Mao. Cambridge University Press. tr. 74–75.
7. ↑  Wright, Mary C. "The Chinese peasant and communism." Pacific Affairs 24, no. 3 (1951): 256–265.
8. ↑  "Commanding Heights: Mao Zedong". PBS.
9. ↑  Xuyin, Guo. "Reconsideration of Chen Duxiu's Attitude toward the Peasant Movement." Chinese Law & Government 17, no. 1-2 (1984): 51-67.
10. ↑  DeMare (2019), tr. 10, 104-105.
11. 1 2 3  Karl, Rebecca E. (2010). Mao Zedong and China in the twentieth-century world : a concise history. Durham [NC]: Duke University Press. tr. 31. ISBN 978-0-8223-4780-4. OCLC 503828045.
12. ↑  (Chương) "Tính chất nghiêm trọng của vấn đề nông dân"
13. ↑  (Chương) "Cái gọi là "Quá trớn""
14. ↑  (Chương) "Tiên phong Cách mạng"
15. 1 2  Russo, Alessandro (2020). Cultural Revolution and revolutionary culture. Durham: Duke University Press. tr. 37. ISBN 978-1-4780-1218-4. OCLC 1156439609.
16. ↑  DeMare (2019), tr. 4-7.
17. ↑  A Single Spark Can Start a Prairie Fire January 1930, Selected Works of Mao Zedong Volume I (Peking: Foreign Languages Press, 1964).
18. ↑  Hofheinz, Jr. (1977), tr. 33-34.
19. ↑  Meisner, Maurice J. (2007). Mao Zedong: A Political and Intellectual Portrait. Cambridge; Malden, MA: Polity. ISBN 9780745631066. p. 51
20. ↑   Perry, Elizabeth J. (2017), "Cultural Governance in Contemporary China:"Re-Orienting" Party Propaganda", trong Shue, Vivienne and Patricia M. Thornton (biên tập), To Govern China: Evolving Practices of Power, Cambridge University Press, ISBN 9781108151900, p. 39
21. ↑   Wang Lingzhen, “Women’s Liberation,” in Afterlives of Chinese Communism: Political Concepts from Mao to Xi (United States: Verso Books, 2019), p. 318
22. ↑  DeMare (2019), tr. 58-61.
23. ↑  DeMare (2019), tr. 5.
24. ↑  Chen (1966).
25. ↑  Cook, Alexander (2010). "Third World Maoism". Trong Timothy Cheek (biên tập). A Critical Introduction to Mao. Cambridge University Press. p. 289
26. ↑  Hofheinz,_Jr. (1977), tr. 310-312.